# Performance management
Performance management betegner den ledelsesdisciplin, der beskæftiger sig med styring af ydelse og præstation.
I moderne, videntunge virksomheder og organisationer med stor grad af decentralisering kan styring ikke alene ske på baggrund af historiske økonomiske data.
Ledelse og medarbejdere har behov for styringsinformation som er balanceret og hænger sammen fra toppen til bunden af organisationshierarkiet. Traditionelle økonomiske nøgletal skal suppleres med indikatorer for fremtidig præstation, procesorienterede mål og kundemål. Det er her systemer til at indsamle medarbejderes og afdelingers præstation (performance) kommer ind i billedet.

## Systemer
Der findes systemer til at hjælpe med at holde styr på performance management. Ofte er der tale om kommercielle udbydere men mange virksomheder holder styr på det via uformelle metoder og papirbaserede metoder.